# زايا
زايا (بالبلغارية: Зая)‏ قرية تقع إدارياً ضمن مقاطعة غابروفو في بلغاريا. ويبلغ عدد سكانها 45 نسمة حسب تعداد 15 مارس 2015. تعتمد زايا للبريد على الرمز البريدي 5397.